# Paul Thümmel
Paul Thümmel (Neuhausen, 15 enero 1902 – Theresienstadt, 20 abril 1945) fue un militar y agente secreto alemán. Fue informador del servicio secreto militar de Checoslovaquia. Es considerado por algunos historiadores el espía más misterioso y eficaz de la Segunda Guerra Mundial.

## Biografía

### Los inicios
De profesión panadero, en 1927 se adhirió al Partido Nazionalsocialista de los Trabajadores Alemanes. Considerado un miembro leal, recibió algunos honores, entre ellos la Insignia de oro del Partido Nazionalsocialista de los Trabajadores Alemanes. Estaba considerado un "Altas Kämpfer", es decir, un "viejo soldado", un nazi de la vieja guardia. Cuando Heinrich Himmler pronunció una conferencia en Neuhausen, se alojó en la casa de Thümmel. En virtud de esto, nació una fuerte amistad entre los dos y cuando, el 6 de enero de 1929, Adolf Hitler nombró a Himmler Reichführer, comandante supremo de las SS en reemplazo de Erhard Heiden, Thummel pudo unirse a los Schwarze Korps, el grupo de élite de las SS.
No es segura la participación de Thümmel La Noche de Los Cuchillos Largos, pero algunos testimonios le sitúan en Dresda con el coronel SS Lothar Bentel cuando este asesinó a 8 miembros de las SABE y del NSDAP.

### Agente del espionaje
En la mitad de 1933, en signo de gratitud Heinrich Himmler le da un trabajo en el Abwehr, el espionaje militar del almirante Canaris como jefe fiduciario (Hauptvertrauensmann).
Thümmel trabajó para la Oficina IV en Dresde y en la zona de la frontera checoslovaca con la tarea de crear una red de agentes infiltrados en la región de los Sudetes, reivindicada por el gobierno nazi. Se casó dos veces, primero con Gertrude Kirschner, con la cual tuvo una hija, Hanna, y sucesivamente con Elsa Jansen. En el periodo en el cual operó en el Protectorado de Bohemia y Moravia tuvo, según informes de la resistencia, un amorío con la actriz Lída Baarová, una de las mujeres más glamurosas de su época y amante del jerarca nazi Joseph Goebbels.

### Agente A-54
Los primeros contactos con los servicios secretos checoslovacos comienzan en 1932 pero fue el 10 de febrero de 1936 cuando ofreció, con una carta, su plena colaboración. Después de un encuentro clandestino con el coronel František Moravec y el mayor Josef Bartik, Thümmel comenzó a pasar información que obtenía de la Abwehr de Dresde, asegurando a sus interlocutores estar motivado únicamente por el dinero.
Thümmel, alias A-54, pasó copiosa información sobre la estructura militar alemana y sobre los miembros del Sudetendeutsche Partei (Partido alemán de los Sudetes) de Konrad Henlein a cambio de un primer pago de 15.000 marcos.
En marzo del 1938 filtró los nombres de los agentes operativos del Abwehr, en lugares de interés estratégico, pero no informó de la inminente ocupación de Austria y tampoco de la dirección prevista del ataque alemán a Checoslovaquia previsto para el 15 de marzo de 1939. Sin embargo su advertencia sobre la inminente ocupación, permitió la fuga de la dirección del servicio de espionaje a Londres, continuando de este modo la resistencia al nazismo y también del exilio del gobierno legítimo conducido por Edvard Beneš.
Paul Thümmel después de la declaración del Protectorado de Bohemia y Moravia mandó con el grado de mayor la III División F de la Abwehr en Praga. Gracias a que podía viajar al extranjero, en los Países Bajos y en Yugoslavia, restableció el contacto con Moravec asumiendo el seudónimo de doctor Steinberg. Pasó informaciones sobre las actividades y sobre los proyectos futuros del Abwehr relacionados la ocupación de Polonia del 1.º de septiembre de 1939 y las intenciones de Alemania de ataque de la Unión Soviética.
En 1940 transmitió mensajes a Londres utilizando radios clandestinas. Estableció contacto también con el grupo clandestino del "Rey Magi", que era el nombre dado en código al grupo de inteligencia y sabotaje en Bohemia. A través sus radios transmitió informaciones sobre la planeada invasión de Inglaterra. Esta información se demostró demasiado general pero Paul Thümmel abasteció también de informaciones que se revelaron exactas, como el arranque de operaciones de inteligencia alemanas contra la Unión Soviética, justo después de la firma del pacto germano-soviético. Al inicio de 1940, la Gestapo comenzó a sospechar sobre la conducta de la oficina de Praga de la Abwehr, considerando que tuviese un traidor, pero faltaban las pruebas.
Más tarde Thümmel transmitió datos contradictorios del ataque a Francia y sobre un arma secreta, que luego resultaría ser el misil V1. Reveló también los preparativos para la invasión de Yugoslavia, los ratios de las Fuerzas alemanas, el intento de 1941 del desembarco en Inglaterra y muchos otros.

### El arresto
Thümmel fue arrestado el 20 de marzo de 1942. El procedimiento judicial creó una gran vergüenza en las jerarquías nazis ya que Thümmel habría debido estar procesado por el Volksgerichtshof, el Tribunal del Pueblo, pero el mismo Heinrich Himmler y Martin Bormann se opusieron. Como agente del Abwehr podría haberlo juzgado una Corte marcial pero esta solución también se rechazó. Entonces, sin ninguna explicación, se registró a Thümmel bajo el pseudonimo de Peter Toman, ciudadano holandés y ex encargado militar, y se le encarceló en la Pequeña fortaleza de Terezin a la espera de una definitiva solución.
Expulsado por el NSDAP, obligado a conceder el divorcio a su esposa, Paul Thümmel, según algunos testigos, fue fusilado en la fortaleza de Terezin el 20 de abril de 1945, el día del cumpleaños de Adolf Hitler, con otros 40 prisioneros, otros dicen que se suicidó o escapó.

## Evaluación histórica
La historia de la espía Paul Thümmel fue revelada por primera vez en 1965.
El rol ejercido por Thümmel y la naturaleza de sus informaciones son todavía hoy objeto de encendidos debates. Los motivos de la traición de Thümmel son todavía un misterio: fue pagado por sus informaciones, pero no lo bastante para compensar los peligros a los cuales se expuso, y las informaciones que pasó eran demasiado preciosas para formar parte de un doble juego.
Algunos historiadores británicos como Harry Hinsley sostienen que Thümmel entregó informaciones políticas y militares bien documentadas aunque estas no fueron tenidas en cuenta por las altas jerarquías militares aliadas. Es notorio que Thümmel no reveló nunca informaciones sobre su red de agentes en Checoslovaquia pero, según algunos, participó activamente a la destrucción de la resistencia, de hecho después de haber sido transferido a Praga, en 1939, algunos miembros de la resistencia de Bohemia y Moravia fueron arrestados por la Gestapo.[cita requerida]
Thümmel tenía seguramente una personalidad compleja, inicialmente se demostró un nazi convencido y activo, pero parece que se desencantó con las SS después de la depuración de las SABE de 1934. El origen de su traición, según los historiadores, debe buscarse en la política y en la filosofía, en la opción entre el partido y el país. Un dilema que A-54 vivió como una tragedia psicológica interior que le llevó a luchar contra el nazismo y pagando con su propia vida. 
El jefe del espionaje militar checoslovaco František Moravec, consideró posteriormente a Thümmel su mejor agente y uno de los mejores de la Segunda Guerra Mundial.